# Radio Pasión
Radio Pasión es una telenovela boliviana, producida por Milena Garafulic, dirigida por Marcos Loayza del año 1993, para la Red ATB. La telenovela fue transmitida desde 
el 4 de octubre de 1993 hasta el 7 de enero de 1994.

## Argumento
Relata la historia de dos hermanos que son socios en una radioemisora. Para uno, la radio es una misión; para el otro, es solo una oportunidad. Un hermano daría todo por la radio mientras el otro quiere aprovecharse de la situación.

“Uno de los hermanos no vacilará ante nada. Su mujer le pedirá el roce social que ahora no tiene. El otro hermano tratará de ser digno y renegará de su secreto. 

Irene es una maestra de vocación. Isabel es una mujer que no encuentra el soñado amor. 
Luis Darío y Toto son dos adolescentes que empezarán a descubrir las cosas de la vida. 
Don Luis soporta su gris jubilación. Lucía seguirá sosteniendo que el mejor 
hombre es el que más tiene.
Habrá un bohemio libretista, y una maga que lo sabe todo. 

Todos viven en el país de hoy, con el nuevo gobierno, la actual situación ya que Radio Pasión refleja nuestra propia cotidianeidad…y la suya!”
Wieler (1993)

## Elenco
- Jorge Ortiz Sánchez como Olimpo "Pipo" Menera[4]
- Ninón Davalos como Lucía de Menera
- Diego Massi como Luis Darío Menera
- David Mondaca como Ulíses "Pepe" Menera
- Cuqui Morattó como Irene de Menera
- Milenka Saavedra como Isabel Fontes
- Rafo Mori como Don Luis Fontes
- Guido Arce como Sdenko Musitani
- Norma Merlo como Norma "La Maga"[5]
- John Meriles como René Fernández
- Tatiana Mancilla como Eliana Bracchi
- Mayté Prada como Alicia Guillán
- Raúl Gómez como Fernando Cores
- Pamela Paredes como Susana Garachi
- Cindy Morales como Marcia
- Luigi Antezana como Toto
- Ana María Ruíz como Doris
- Kiko Claure como Jimmy C.
- Tonchi Raljevic como Paco

## Producción

### Preproducción
La idea, originalmente fue concebida por la hija de Raúl Garafulic (dueño en ese entonces, de ATB), Milena Garafulic, quien -según Viviana Saavedra- había concluido sus estudios de Artes Visuales en el extranjero.

### Desarrollo
Luego de grabar varios capítulos, la Gerente Comercial de ATB, Patricia Wieler de Fosca anunció en un screening nacional que lanzarían la telenovela denominada Radio Pasión.

#### Lanzamiento
Varios periódicos como El Diario (3 de octubre) así como Última Hora (8 de octubre), anunciaron también que la telenovela estaba originalmente planificada para 100 capítulos.

#### Cancelación
De acuerdo a Loayza, la cancelación de la telenovela se debió a la posterior adquisición del 30% de ATB por parte de Televisa (en la actualidad, TelevisaUnivision), y por ello, Televisa descubrió que cada capítulo de Radio Pasión le costaba a ATB, un equivalente a $us 1.000, mientras que Televisa acostumbraba a invertir $us 8.000 por capítulo, lo que provocó que Televisa Bolivia S.A. cancelara el proyecto por completo, a pesar del éxito que obtuvo.

#### Estado actual de las cintas
Actualmente, y debido a las precarias condiciones de los depósitos de ATB, ubicados en la ciudad de El Alto, solo se recuperaron 57 capítulos de los 70 que originalmente se habían producido y emitido. Se encuentran totalmente perdidos los capítulos 10, 46, 47, 48 y del 62 hasta el 70.

### Ficha técnica
- Director: Marcos Loayza
  - Asistente de Dirección: Miguel Angel Jaimes
- Productor: Milena Garafulic 
  - Asistente de Producción: Ruben Chacón y Viviana Saavedra
  - Secretaria de Producción: Ivanka Garafulic
- Dirección de fotografía: Hugo Schinki
- Edición de audio y video: Roberto Colina
- Escenografía: Ángel Fernández
- Sonidista: Ramiro Valdez y Juan Guaraní[7]
- Maquillaje y Vestuario: Jorge Laruta
- Continuidad: Mariano Loayza
- Camarógrafos: Alejandro Vargas, Carlos Lucio y Vladimir Oros
- Asistentes de rodaje: Geraldo Soria, Jesús Vargas y Sergio Martínez
- Técnico: Jorge Menacho

## Episodios
| Temporada | Temporada | Episodios | Episodios | Emisión original     | Emisión original   |
| Temporada | Temporada | Episodios | Episodios | Primera emisión      | Última emisión     |
| --------- | --------- | --------- | --------- | -------------------- | ------------------ |
|           | 1         | 70        | 70        | 4 de octubre de 1993 | 7 de enero de 1994 |